# Albert Lysander (filolog)

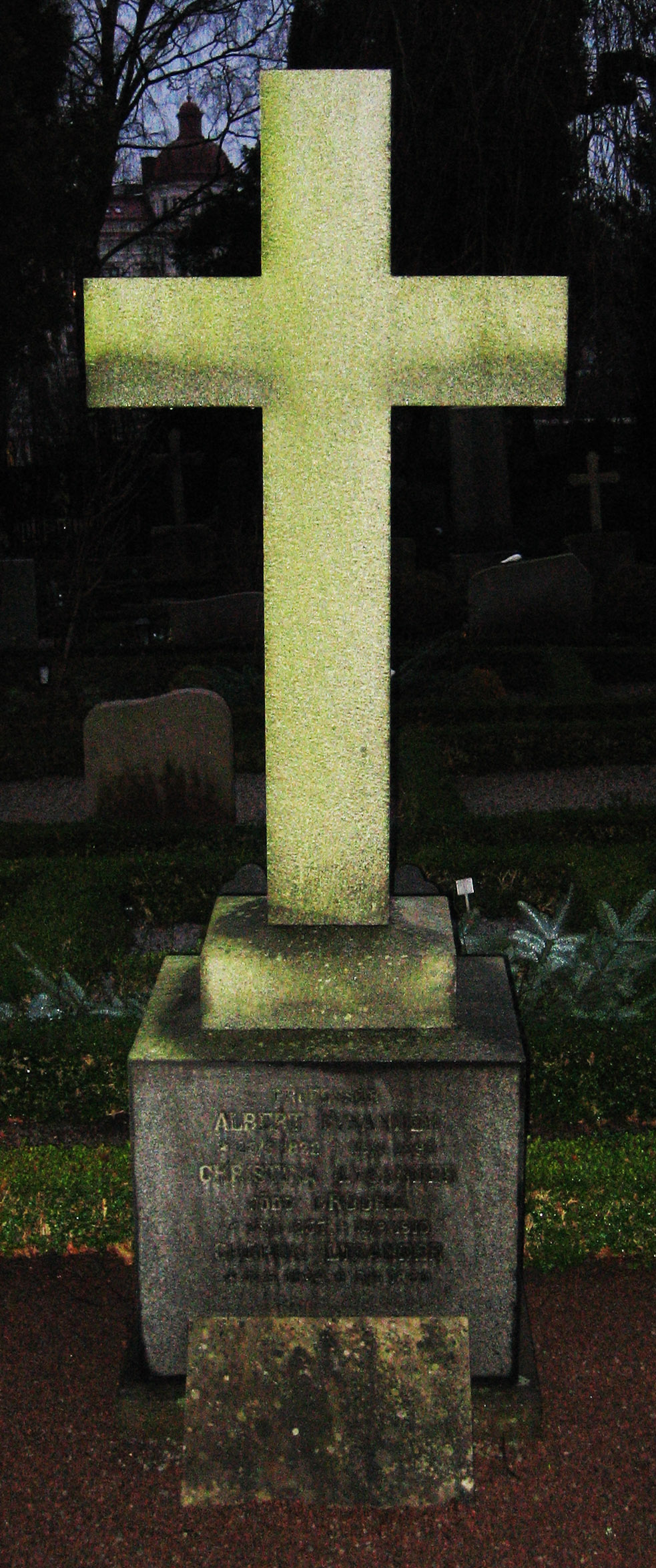
Lysanders gravvård vid Sankt Peters klosters kyrka.

Albert Theodor Lysander, född den 29 maj 1822 i Göteborg, död den 25 april 1890 i Lund, var en svensk filolog och estetiker. Han var far till prästen Albert Lysander.
Lysander blev filosofie magister vid Lunds universitet 1847 och docent i latin 1848. År 1859 befordrades han till adjunkt i litteraturhistoria och utnämndes 1864 till professor i romersk vältalighet och poesi. Läsåret 1875–1876 fungerade han som universitetets rektor.
Utöver nedanstående skrifter utgav Lysander även dikter och akademiska avhandlingar på latin. Han publicerade vidare en tolkning av Longfellows Evangelina (1854), redigerade Valda skrifter av C.J.L. Almquist (1874-78), vilka han försett med noter och till vilka han fogade en utförlig karaktärs- och levnadsteckning. I trots av den absolut ohistoriska uppfattningen av Almquist är dessa verk av stor betydelse för Almquistforskningen. År 1891 utgavs Smärre skrifter i urval av Christian Cavallin och Lysander genom Martin Weibull, som inledde volymen med biografier över de båda författarna.
Lysander ligger begravd på Klosterkyrkogården i Lund.